# 台湾糖星草
台湾糖星草（学名：Luzula plumosa），又名羽毛地杨梅，为灯心草科地杨梅属下的一种多年生草本植物，其莖簇生，高不超過30釐米。